# Calabar (rivière)
Pour les articles homonymes, voir Calabar (homonymie).
La rivière Calabar dans l'État de Cross River, au Nigeria, coule du nord en passant par la ville de Calabar, et se jette dans le fleuve Cross à environ 8 kilomètres au sud. La rivière à Calabar forme un port naturel assez profond pour les navires avec un tirant d'eau de 6 mètres.
La rivière Calabar était autrefois une voie majeure du trafic d'esclaves où ceux-ci étaient amenés de l'intérieur des terres. L'esclavage a été supprimé en 1860, mais le port de Calabar est resté important dans l'exportation d'huile de palme et d'autres produits, jusqu'à ce qu'il soit éclipsé par Port Harcourt dans les années 1920. 
Avec l'amélioration des routes à l'intérieur, Calabar a repris son importance en tant que port et se développe rapidement. 

## Source
- (en) Cet article est partiellement ou en totalité issu de l’article de Wikipédia en anglais intitulé « Calabar River » (voir la liste des auteurs).